# Trichomyia serrajiboiensis
Trichomyia serrajiboiensis är en tvåvingeart som beskrevs av Freddy Bravo 2001. Trichomyia serrajiboiensis ingår i släktet Trichomyia och familjen fjärilsmyggor. Inga underarter finns listade i Catalogue of Life.